# Line & Willy
Лин и Вилли (фр. Line et Willy) — французский эстрадный дуэт, существовавший с 1966 по 1976 года. Представлял Монако на конкурсе песни «Евровидение-1968».

## История
Дуэт состоял из Лин ван Мелен и Клода Бойллода (1928—2018).
Лин и Клод познакомились в начале 1966 года. В том же году дуэт получил премию Гая Люкса и занял второе место на фестивале «Golden Rose d’Antibes». В 1966—1967 годах дуэт записывал синглы, но они не были успешны.
В 1968 году Лин и Вилли представили Монако на 13-м конкурсе песни «Евровидение-1968» с композицией «À chacun sa chanson». С результатом в 8 баллов дуэт занял седьмое место. В том же году дуэт выпустил альбом с 12 песнями, включая конкурсную композицию.
В период с 1974 по 1976 года Лин и Вилли выпустили три музыкальных альбома.
Дуэт распался в 1976 году. Лин начала сольную музыкальную карьеру, но безуспешно.
Клод Бойллод скончался 20 декабря 2018 года в селе Пепен, где он жил с 1990-х годов.